# Telchac Puerto
Telchac Puerto är ett samhälle i Mexiko och administrativ huvudort i kommunen Telchac Puerto och delstaten Yucatán, i den östra delen av landet, 1 000 km öster om huvudstaden Mexico City. Telchac Puerto ligger 4 meter över havet och antalet invånare är 1 722.
Terrängen runt Telchac Puerto är mycket platt. Havet är nära Telchac Puerto åt nordväst. Runt Telchac Puerto är det ganska glesbefolkat, med 23 invånare per kvadratkilometer. Närmaste större samhälle är Telchac Pueblo, 15,3 km söder om Telchac Puerto. Omgivningarna runt Telchac Puerto är en mosaik av jordbruksmark och naturlig växtlighet.